# Evenwichtsbalk

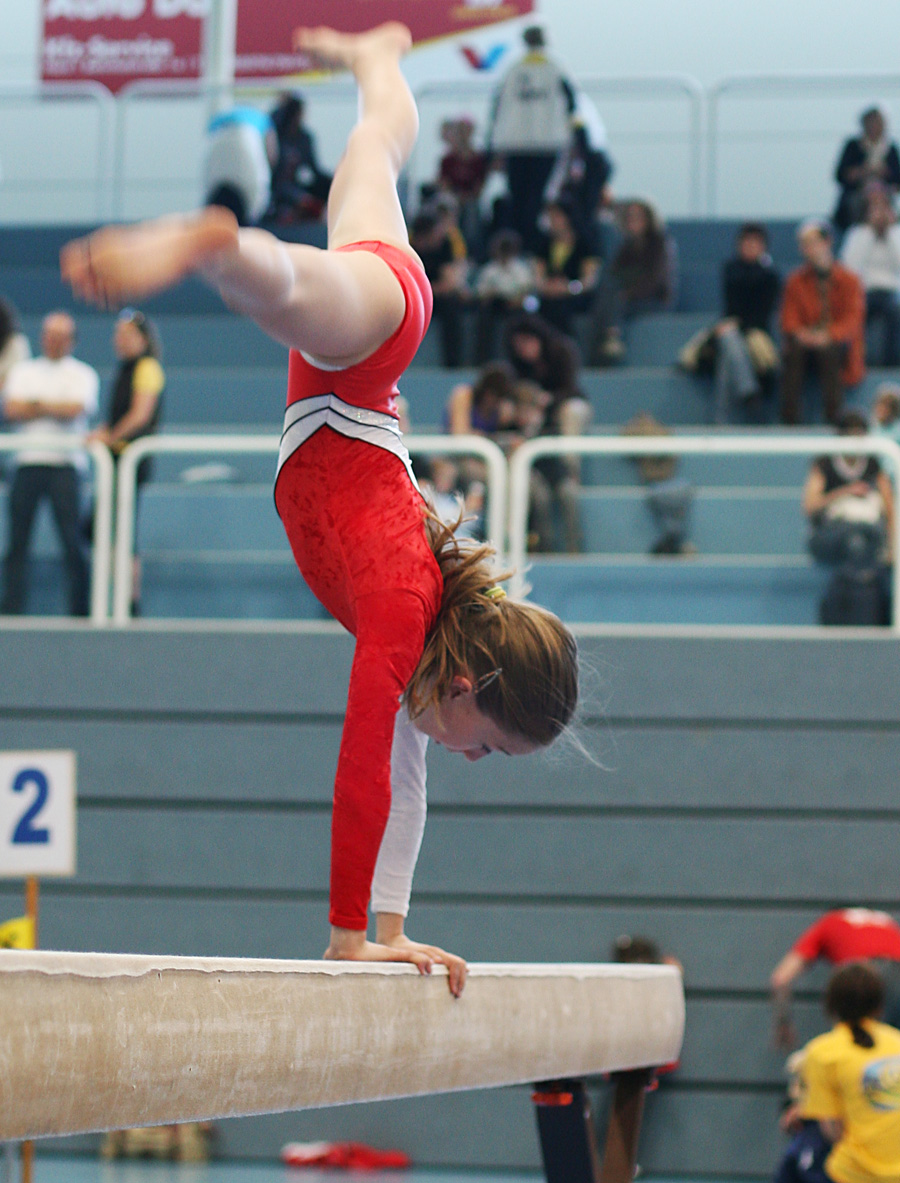
Evenwichtsbalk

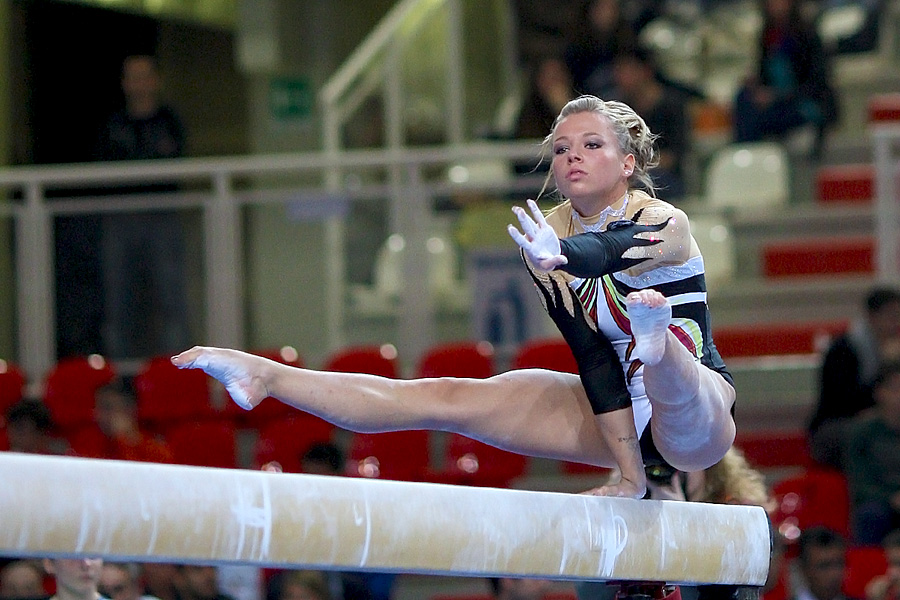
Dorina Böczögő, 2012.

Een evenwichtsbalk of kortweg balk is zowel een turntoestel als een turndiscipline in het vrouwenturnen. 

## Het Toestel
De balk is 10,16 cm (4 inch) breed; de lengte is 5 meter. Junioren en senioren turnen meestal op een hoogte van 1,20 meter, alhoewel deze versteld kan worden.

## De Discipline
Bij de balk is het de bedoeling zo moeilijk mogelijke acrobatische technieken uit te voeren zonder het evenwicht te verliezen. Niet alleen het van de balk vallen wordt bestraft, maar ook zichtbare evenwichtscorrecties met het lichaam. Een sessie wordt afgesloten met een afsprong, waarbij het eveneens aankomt op de combinatie van techniek en stabiliteit.
Elementen die worden uitgevoerd op dit toestel zijn spagaat, sisonne en roelfova.
In wedstrijden zijn bepaalde elementen verplicht. In de routine moeten bijvoorbeeld minstens één salto en één pirouette zitten. De routine duurt maximum 90 seconden, op 80 seconden klinkt er een biep zodat de gymnast weet dat het einde eraan komt. Als de turnster van de balk valt, heeft ze 10 seconden om weer op de balk raken. Voor een val van de balk wordt een volledig punt afgetrokken.
De eindscore bestaat uit de optelsom van de moeilijkheid (D-score, van difficulty) en de uitvoering (E-score, van execution). De moeilijkheidsgraad per element ligt vast, en wordt op voorhand opgeteld. Voor de uitvoering begint de score met 10/10, en per foutje gaat de score naar beneden.

## Geschiedenis
In het begin was de balk eerder een dans-discipline dan een moeilijke turnoefening. Op de Olympische Spelen in de jaren 60 was een flikflak het moeilijkste acrobatische element dat op de balk geturnd werd.
Vanaf de jaren 70 begon de moeilijkheidsgraad te stijgen. Olga Korboet en Nadia Comăneci waren de eerste gymnastes die acrobatische series uitvoerden op de balk. 